# Sphaerozetes affinis
Sphaerozetes affinis är en kvalsterart som först beskrevs av Trägårdh 1907.  Sphaerozetes affinis ingår i släktet Sphaerozetes och familjen Ceratozetidae. Inga underarter finns listade i Catalogue of Life.